# Santa Ana de Arriba, Nuevo León
Santa Ana de Arriba är en ort i Mexiko.   Den ligger i kommunen Juárez och delstaten Nuevo León, i den centrala delen av landet, 700 km norr om huvudstaden Mexico City. Santa Ana de Arriba ligger 511 meter över havet och antalet invånare är 121.
Terrängen runt Santa Ana de Arriba är kuperad åt sydväst, men åt nordost är den platt. Terrängen runt Santa Ana de Arriba sluttar österut. Runt Santa Ana de Arriba är det tätbefolkat, med 343 invånare per kvadratkilometer. Närmaste större samhälle är Ciudad Guadalupe, 15,7 km nordväst om Santa Ana de Arriba. I omgivningarna runt Santa Ana de Arriba växer i huvudsak blandskog.